# System Center Data Protection Manager
System Center Data Protection Manager (DPM) es un software desarrollado por Microsoft, diseñado para ayudar a los profesionales de informática a administrar entornos Windows. Forma parte de la familia de productos Microsoft System Center e integra protección continua de datos y de discos secundarios, para la recuperación confiable de flujos de trabajo de servidores Windows. Conocido anteriormente como Data Protection Server, DPM es la primera entrada de Microsoft en la industria de protección de datos continua/recuperación de datos. También, utiliza la tecnología Shadow Copy de Microsoft para realizar backups continuos

## Conceptos Generales
Data Protection Manager proporciona una copia de seguridad centralizada de las oficinas sucursales dentro del datacenter, a través de una protección continua de archivos modificados a nivel del byte, hacia un disco secundario, que puede ser respaldado. Esto también habilita una recuperación rápida y confiable desde cualquier disco fácilmente accesible, en vez de esperar para localizar y montar datos. 
Data Protection Manager 2006 fue liberado el 27 de septiembre de 2007  en Storage Decisions, New York. 
La versión actual Data Protection Manager 2010, soporta protección para Windows File Servers, Exchange Server, Microsoft SQL Server, SharePoint, Microsoft Virtual Server y Bare Metal Restore (BMR).

## Sistemas soportados
Las siguientes versions de servidor son soportadas por DPM
- Windows Server 2003
- Windows Server 2008
- Exchange Server 2003 SP2
- Exchange Server 2007
- Exchange Server 2010
- Microsoft SQL Server 2000 SP4
- Microsoft SQL Server 2005 SP1 o SP2.
- Microsoft SQL Server 2008
- Windows SharePoint Services 3.0
- Microsoft Office SharePoint Server 2007
- Microsoft Office SharePoint Server 2010
- Windows XP SP2
- Windows Vista
- Windows 7

### Libros
- Ryan Femling. Mastering System Center Data Protection Manager 2007. ISBN 978-047018152-2.
- Steve Buchanan. Microsoft Data Protection Manager 2010. ISBN 978-1-84968-202-2.
- Jason Buffington. Data Protection for Virtual Data Centers. ISBN 978-047057214-6.